# Трећа лига Црне Горе у фудбалу 2006/07.
Трећа лига Црне Горе у сезони 2006/07. било је прво такмичење организовано од стране фудбалског савеза Црне Горе од оснивања 2006, након распада заједничке државе Србије и Црне Горе на Референдуму 2006. То је трећи степен такмичења у Црној Гори.
У сезони 2005/06. из Друге лиге Црне Горе (Трећа лига Србије и Црне Горе) испали су Цетиње са Цетиња, Брсково из Мојковца и Искра из Даниловграда, док су из тадашње Четврте лиге заједничке државе, пласман у виши ранг обезбиједили Забјело из Подгорице и Језеро из Плава, који су тако након престанка постојања заједничке лиге обезбиједили учешће у првој сезони Друге лиге — 2006/07.
Трећа лига Црне Горе подијељена је на три регије: Сјеверну, Средњу и Јужну. У Свим регијама игра се четворокружним системом, свако са сваким кући и на страни по два пута; прваци све три регије на крају сезоне играју плеј оф, свако са сваким кући и на страни по једном, двије најбоље екипе обезбиједиће пласман у Другу лигу.

## Сјеверна регија

### Клубови у сезони 2006/07.
| Клуб         | Мјесто      | Стадион            | Капацитет |
| ------------ | ----------- | ------------------ | --------- |
| ФК Брсково   | Мојковац    | Стадион ФК Брсково | 1.000     |
| ФК Доње Луге | Беране      | Градски стадион    | 10.000    |
| ФК Комови    | Андријевица | Стадион Прљаније   | 1.000     |
| ФК Петњица   | Петњица     | Стадион Гусаре     | 1.000     |
| ФК Пљевља    | Пљевља      | Градски стадион    | 10.000    |
| ФК Полимље   | Мурино      | Стадион у Мурину   | 1.000     |
| ФК Првијенац | Бијело Поље | Градски стадион    | 4.000     |
| ФК Текстилац | Бијело Поље | Градски стадион    | 4.000     |

### Табела
| Мјесто | Екипа     | Играно | Побједа | Неријешено | Изгубио | Дао гол. | При. гол. | Гол-разлика | Бодови | Напомене |
| ------ | --------- | ------ | ------- | ---------- | ------- | -------- | --------- | ----------- | ------ | -------- |
| 1      | Текстилац | -      | -       | -          | -       | -        | -         | -           | 57     | Плеј оф  |
| 2      | Полимље   | -      | -       | -          | -       | -        | -         | -           | 40     |          |
| 3      | Пљевља    | -      | -       | -          | -       | -        | -         | -           | 36     |          |
| 4      | Првијенац | -      | -       | -          | -       | -        | -         | -           | 35     |          |
| 5      | Петњица   | -      | -       | -          | -       | -        | -         | -           | 23     |          |
| 6      | Комови    | -      | -       | -          | -       | -        | -         | -           | 19     |          |
| 7      | Брсково   | -      | -       | -          | -       | -        | -         | -           | 18     |          |
| 8      | Доње Луге | -      | -       | -          | -       | -        | -         | -           | 8      |          |

- Текстилац се пласирао у плеј оф за улазак у Другу лигу.

| Првак Треће лиге Црне Горе — Сјеверна регија |
| -------------------------------------------- |
| Текстилац 1. Титула                          |

## Средња регија

### Клубови у сезони 2006/07.
| Клуб          | Мјесто      | Стадион                 | Капацитет |
| ------------- | ----------- | ----------------------- | --------- |
| ФК Блуе Стар  | Подгорица   | Стадион на Конику       | 750       |
| ФК Горштак    | Колашин     | Стадион у лугу          | 1.000     |
| ФК Графичар   | Подгорица   | Стадион на Конику       | 750       |
| ФК Дрезга     | Подгорица   | Стадион Дрезге          | 1.000     |
| ФК Искра      | Даниловград | Стадион браће Велашевић | 2.000     |
| ФК Ком II     | Подгорица   | Стадион Златица         | 3.000     |
| ФК Младост II | Подгорица   | Стадион ФК Младост      | 2.000     |
| Рибница       | Подгорица   | Градски стадион         | 750       |
| Сутјеска II   | Никшић      | Стадион крај Бистрице   | 6.180     |

### Табела
| Мјесто | Екипа       | Играно | Побједа | Неријешено | Изгубио | Дао гол. | При. гол. | Гол-разлика | Бодови | Напомене        |
| ------ | ----------- | ------ | ------- | ---------- | ------- | -------- | --------- | ----------- | ------ | --------------- |
| 1      | Искра       | -      | -       | -          | -       | -        | -         | -           | 46     | Плеј оф         |
| 2      | Дрезга      | -      | -       | -          | -       | -        | -         | -           | 45     |                 |
| 3      | Рибница     | -      | -       | -          | -       | -        | -         | -           | 42     |                 |
| 4      | Сутјеска II | -      | -       | -          | -       | -        | -         | -           | 40     |                 |
| 5      | ФК Ком II   | -      | -       | -          | -       | -        | -         | -           | 27     |                 |
| 6      | Блуе Стар   | -      | -       | -          | -       | -        | -         | -           | 23     |                 |
| 7      | Горштак     | -      | -       | -          | -       | -        | -         | -           | 10     |                 |
| 8      | Графичар    | -      | -       | -          | -       | -        | -         | -           | 0      |                 |
| 9      | Младост 2   | -      | -       | -          | -       | -        | -         | -           | 0      | Иступио из лиге |

- Искра се пласирала у плеј оф за улазак у Другу лигу.
- Горштак -3 бода.
- Графичар -3 бода.

| Првак Треће лиге Црне Горе — Средње регије |
| ------------------------------------------ |
| Искра 1. Титула                            |

## Јужна регија

### Клубови у сезони 2006/07.
| Клуб              | Мјесто      | Стадион                  | Капацитет |
| ----------------- | ----------- | ------------------------ | --------- |
| ОФК Бар           | Бар         | СРЦ Топлица              | 2.500     |
| Бијела            | Бијела      | Градски стадион          | 700       |
| ФК Игало          | Игало       | Стадион Солила           | 1.600     |
| ФК Слога          | Бар         | Стадион СРЦ Тополица     | 2.500     |
| ФК Орјен          | Херцег Нови | Стадион Опачица          | 100       |
| ФК Отрант Олимпик | Улцињ       | Олимпијски стадион Улцињ | 1.500     |
| ФК Цетиње         | Цетиње      | Стадион Обилића пољана   | 5.000     |

### Табела
| Мјесто | Екипа          | Играно | Побједа | Неријешено | Изгубио | Дао гол. | При. гол. | Гол-разлика | Бодови | Напомене        |
| ------ | -------------- | ------ | ------- | ---------- | ------- | -------- | --------- | ----------- | ------ | --------------- |
| 1      | Отрант Олимпик | -      | -       | -          | -       | -        | -         | -           | 53     | Плеј оф         |
| 2      | Цетиње         | -      | -       | -          | -       | -        | -         | -           | 38     |                 |
| 3      | Игало          | -      | -       | -          | -       | -        | -         | -           | 35     |                 |
| 4      | Слога          | -      | -       | -          | -       | -        | -         | -           | 18     |                 |
| 5      | Бијела         | -      | -       | -          | -       | -        | -         | -           | 16     |                 |
| 6      | ОФК Бар        | -      | -       | -          | -       | -        | -         | -           | 14     |                 |
| 7      | Орјен          | -      | -       | -          | -       | -        | -         | -           | 0      | Иступио из лиге |

- Отрант Олимпик се пласирао у плеј оф за улазак у Другу лигу.
- Слога -1 бод.

| Првак Треће лиге Црне Горе — Јужне регије |
| ----------------------------------------- |
| Отрант Олимпик 1. Титула                  |

## Плеј оф за пласман у Другу лигу
Након лигашког дијела, прваци све три регије играли су међусобно, свако са сваким кући и на страни по једном; двије најбоље екипе ће изборити пласман у Другу лигу Црне Горе, док ће трећа екипа и наредне сезоне играти у Трећој лиги, у својој регији.
У баражу учествују:
- Текстилац — првак Сјеверне регије,
- Искра — првак Средње регије,
- Отрант Олимпик — првак Јужне регије.

#### Бараж мечеви
| Текстилац | 2:0 | Искра |
| --------- | --- | ----- |
|           |     |       |

| Отрант Олимпик | 2:1 | Текстилац |
| -------------- | --- | --------- |
|                |     |           |

| Искра | 0:2 | Отрант Олимпик |
| ----- | --- | -------------- |
|       |     |                |

| Искра | 0:2 | Текстилац |
| ----- | --- | --------- |
|       |     |           |

| Текстилац | 2:1 | Отрант Олимпик |
| --------- | --- | -------------- |
|           |     |                |

| Отрант Олимпик | 6:0 | Искра |
| -------------- | --- | ----- |
|                |     |       |

|    | Табела баража за пласман у Другу лигу: | И | Д | Н | И | ДГ | ПГ | ГР  | Бод. |
| -- | -------------------------------------- | - | - | - | - | -- | -- | --- | ---- |
| 1. | Отрант Олимпик                         | 4 | 3 | 0 | 1 | 11 | 3  | +8  | 9    |
| 2. | Текстилац                              | 4 | 3 | 0 | 1 | 7  | 3  | +4  | 9    |
| 3. | Искра                                  | 4 | 0 | 0 | 4 | 0  | 12 | -12 | 0    |

У Другу лигу Црне Горе 2007/08. пласирали су се Отрант Олимпик из Улциња и Текстилац из Бијелог Поља.